# Au (jezik)
Au jezik (ISO 639-3: avt), jezik porodice torricelli, skupine wapei-palei, podskupine wapei, koji se govori u Papui Novoj Gvineji u 19 sela u planinama Torricelli, provincija Sandaun.
Neki au-govornici služe se i tok pisinom [tpi]. 8 000 govornika (2000 census). Pismo: latinica.

## Vanjske poveznice
- Ethnologue (14th)
- Ethnologue (15th)